# Arrondissement di La Tour-du-Pin
L'arrondissement di La Tour-du-Pin è un arrondissement dipartimentale della Francia situato nel dipartimento dell'Isère, nella regione dell'Alvernia-Rodano-Alpi.

## Storia
Fu creato nel 1800, sulla base dei preesistenti distretti.

## Composizione
L'arrondissement è diviso in 137 comuni raggruppati in 11 cantoni, elencati di seguito:
- cantone di Bourgoin-Jallieu-Nord
- cantone di Bourgoin-Jallieu-Sud
- cantone di Crémieu
- cantone di Le Grand-Lemps
- cantone di L'Isle-d'Abeau
- cantone di Le Pont-de-Beauvoisin
- cantone di Morestel
- cantone di Saint-Geoire-en-Valdaine
- cantone di La Tour-du-Pin
- cantone di La Verpillière
- cantone di Virieu